# Zdenka Marković
Zdenka Marković (Požega, 10. siječnja 1884. – Zagreb, 14. studenog 1974.), hrvatska književnica i prevoditeljica.
Studirala je slavistiku, povijest umjetnosti i filozofiju u Zagrebu i Fribourgu (Švicarska). Objavljivala je pjesme u prozi, novele, crtice i feljtone. U svojim književnim djelima iskazuje sklonost lirsko-melankoličnom raspoloženju u tematiziranju djetinjstva i zavičaja. Bavila se i prevođenjem poljske književnosti te znanstvenim radom na polju književnosti. Objavila je monografije Frangeš Mihanović (1954) i Pjesnikinje starog Dubrovnika od sredine XVI do svršetka XVIII stoljeća u kulturnoj sredini svoga vremena (1970).

## Djela
- Let (1920),
- Kuća u snijegu (1922),
- Kuća na suncu (1930),
- Prozori moga djetinjstva; Moj bijeg iz grada (1941),
- Frangeš Mihanović (1954), monografija
- Pjesnikinje starog Dubrovnika od sredine XVI do svršetka XVIII stoljeća u kulturnoj sredini svoga vremena (1970), monografija.